# Dirphia dukinfieldi
Dirphia dukinfieldi är en fjärilsart som beskrevs av William Schaus 1894. Dirphia dukinfieldi ingår i släktet Dirphia och familjen påfågelsspinnare. Inga underarter finns listade i Catalogue of Life.